# Filippo Salvatore Gilii

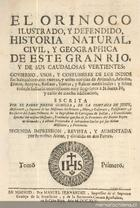
El "abate" Filippo Gilii trabajó con José Gumilla en textos como El Orinoco ilustrado.

Filippo Salvatore Gilii (Felipe Salvator Gilij) (26 de julio de 1721-1789) fue un padre jesuita italiano que trabajó como misionero en la Provincia de Venezuela, a orillas del río Orinoco. Se trató de una figura celebrada de los albores de la lingüística suramericana, debido a sus avanzados estudios sobre la naturaleza de los idiomas indígenas.

## Vida
Nació en Norcia, Umbria. A los veinte años se unió a la Compañía de Jesús, que lo envió a América como "abate". Estuvo en la provincia de Guayana durante años y allí realizó estudios lingüísticos y étnicos de las diversas tribus indígenas en particular en las orillas del rio Orinoco. Trabajó con el famoso  jesuita Jose Gumilla en 1743.  A orillas del rio Guaya en la confluencia con el rio Orinoco, el pueblo de San Luis de La Encaramada fue fundado por el padre Gilij en 1749. Durante esta etapa se establecieron en esta región las pueblos de misiones y reducciones indígenas de indios tamanacos. El establecimiento de este pueblo fue iniciado por Gilij y Bernardo Rotella, con la finalidad de preservar la etnia Tamanaco en virtud de que esta cultura estaba desapareciendo, paralelamente se intento el poblamiento de varios pueblos, intento que no culminó debido a la destrucción ocasionada por los caribes.  
De allí sucesivamente fue a Santa Fe de Bogotá, donde vivió por 8 años. En 1767 se vio obligado a volver a Italia cuando el gobierno español ordenó la disolución de la institución de los jesuitas en América y su expulsión de América. Murió en Roma en 1789 tras haber escrito unos libros muy importantes en lingüística.
En 1998 el gobierno de Venezuela emitió una estampilla en su honor.

## Obra

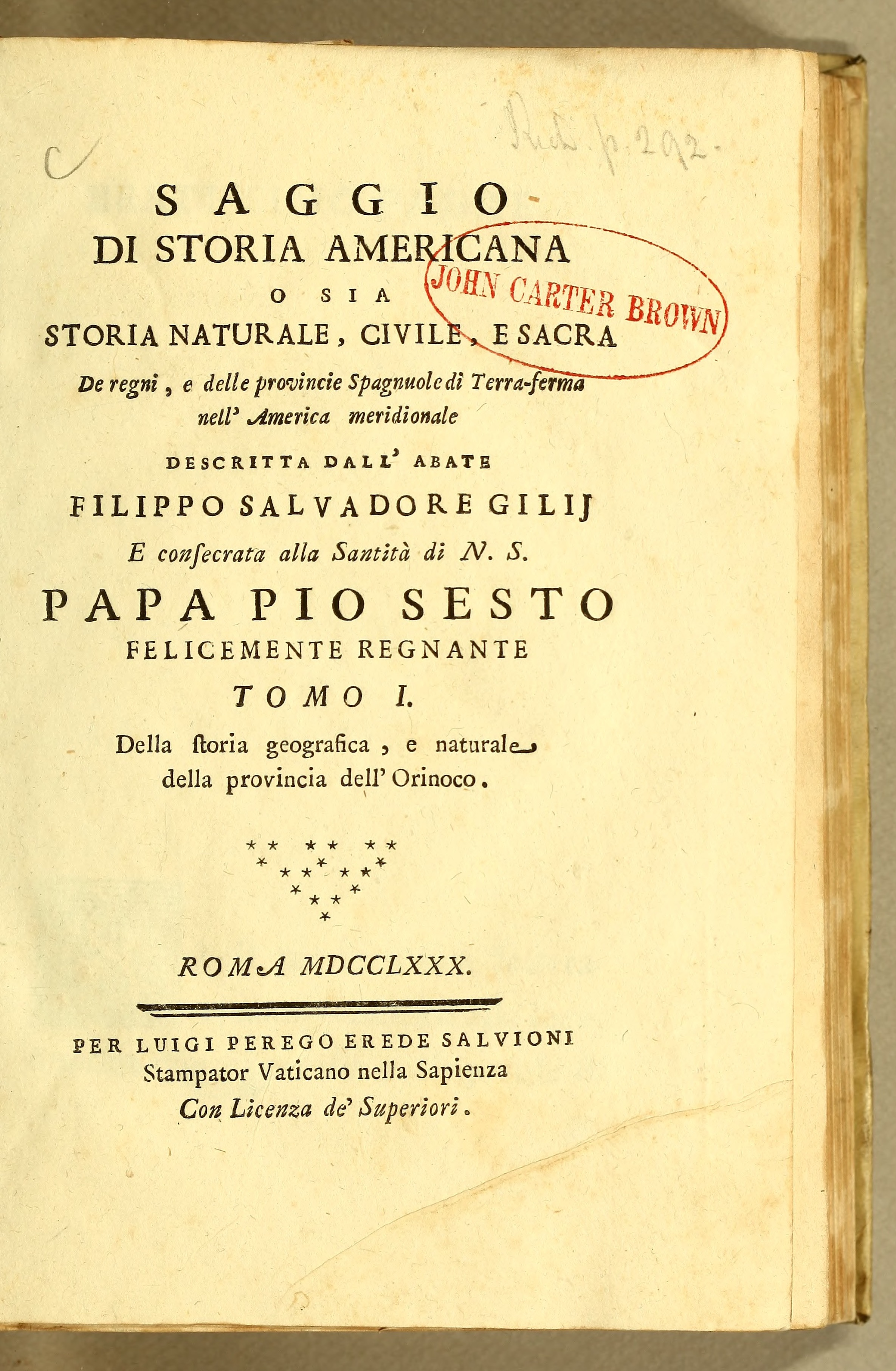
Portada de Saggio di storia americana (Roma, 1780)

Gilii escribió la mayor parte de lo que se sabe de los tamanacos. El jesuita reconoció la correspondencia de sonidos (p.e. entre s : t͡ʃ : ʃ en los idiomas caribes) y se adelantó al tercer discurso del filólogo William Jones al sugerir relaciones genealógicas entre idiomas. Contrariamente a Jones, Gilii presentó evidencia en apoyo de su hipótesis.
También discutió características de área entre idiomas no relacionados, préstamos (entre idiomas americanos y de idiomas americanos en idiomas europeos), orden de las palabras, la desaparición de palabras, los orígenes del lenguaje y palabras para arrullar niños que Roman Jakobson discutiera.
Su obra más famosa fue Saggio di Storia Americana, o sia Storia Naturale, Civile, e Sacra De regni, e delle provincie Spagnuole di Terra-ferma nell' America meridionale, escrito en 4 volúmenes y publicado en Roma en 1780 en italiano.

### Las nueve matrices de idiomas de Gilii
Gilii estableció que los idiomas hablados en el Orinoco pertenecían a nueve lenguas matrices, o familias lingüísticas:
- Caribe
- Sáliva
- Maipure
- Otomaca & Taparita (Otomaco)
- Guama & Quaquáro (Guamo)
- Guajibo
- Yaruro
- Guaraúno (Warao)
- Aruáco

Esta es una de las primeras propuestas para clasificar familias de idiomas suramericanos.